# Puma
 Ovo je glavno značenje pojma Puma. Za druga značenja pogledajte Puma (razdvojba).
Puma (lat. Puma concolor, do 1993. Felis concolor) je rod u porodici velikih mačaka, a može se naći u Sjevernoj, Srednjoj i Južnoj Americi. Riječ puma dolazi iz kečuanskoga jezika. U Sjedinjenim Državama engleska riječ panther (pantera) se odnosi na pumu, ali black panther (crna pantera) se najčešće odnosi na jaguara ili leoparda. Nedavna istraživanja puminog DNK su utvrdila da je puma usko povezana s jaguarundijem (Puma yagouaroundi) ali ne i s leopardima i lavovima. 

## Podvrste
Floridska pantera (engl. Florida panther) je rijetka podvrsta pume koja živi u močvarama Južne Floride u Sjedinjenim Državama, a posebno u Nacionalnom Parku Everglades. U Floridi je trenutačno veliki pokret koji pokušava spasiti preostale pantere otkako je njihov broj naglo opao. Populacija floridske pantere, prema američkoj službi za ribolov i životinje, nema više od 120 do 160 jedinki na jugozapadu Floride.
Istočna puma (Puma concolor couguar) - Broj jedinki te podvrste sjevernoameričke pume već je 30-ih godina prošlog stoljeća počeo naglo padati. Puma, koju u SAD-u zovu kuguar, stavljena je na popis ugroženih vrsta 1973., ali se već dugo strahuje da će ta vrsta nestati i nestala je početkom 2012. Odluka saveznih vlasti da proglasi istočnu pumu istrijebljenom ne utječe na status floridske pantere (na jugoistoku), jedne druge podvrste mačaka koja je također na popisu ugroženih životinja.

## Populacija i razmnožavanje
Prije nego što je došlo do eksplozije ljudske populacije u Americi, puma je obitovala velikim dijelom Amerike. Puma ima veći prostor u kojemu obitava od drugih sisavaca. Pume žive od Južnog Yukona (u Kanadi) do južnih Anda (u Čileu i Argentini).

## Fizičke karakteristike
Pume su krem-boje s crnim vrhovima ušiju i repa. Puma može trčati 50 km/h, s mjesta može skočiti 6 metara, okomit skok iznosi 2.5 m. Ugriz ima jači od bilo kojeg psa. Puma ima četiri prsta a pandže su uvučene koje po potrebi izbaci. Odrasli mužjak pume može biti dugačak i do 2,5 m (od njuške do kraja repa), a teži oko 70 kg. U posebnim slučajevima može dostići i 95 kg. Odrasle ženke su dugačke oko 2 m i teže oko 35 kg (uvijek računajući od vrha njuške pa do kraja repa). Mačići pume su prekriveni crno-smeđim točkicama, a rep im je savijen u krug. Pume žive oko 25 godina. Pume koje žive bliže ekvatoru su manje od onih koje žive bliže polova.

## Vanjske poveznice
Ostali projekti
|  | Zajednički poslužitelj ima stranicu o temi Puma    |
|  | Zajednički poslužitelj ima još gradiva o temi Puma |
|  | Wikivrste imaju podatke o taksonu Puma             |